# Голдиш, Василе
Василе Голдиш (рум. Vasile Goldiș; 12 ноября 1862 , Моцирла (сегодня Василе Голдиш), жудец Арад) Трансильвания, Австрийская империя — 10 февраля 1934, Арад) — румынский политический, государственный и общественный деятель, министр народного просвещения (1918), депутат Великого национального собрания в Алба-Юлии, на котором в 1918 г. было объявлено о присоединении Трансильвании к Румынии. Почётный член Румынской академии.

## Биография

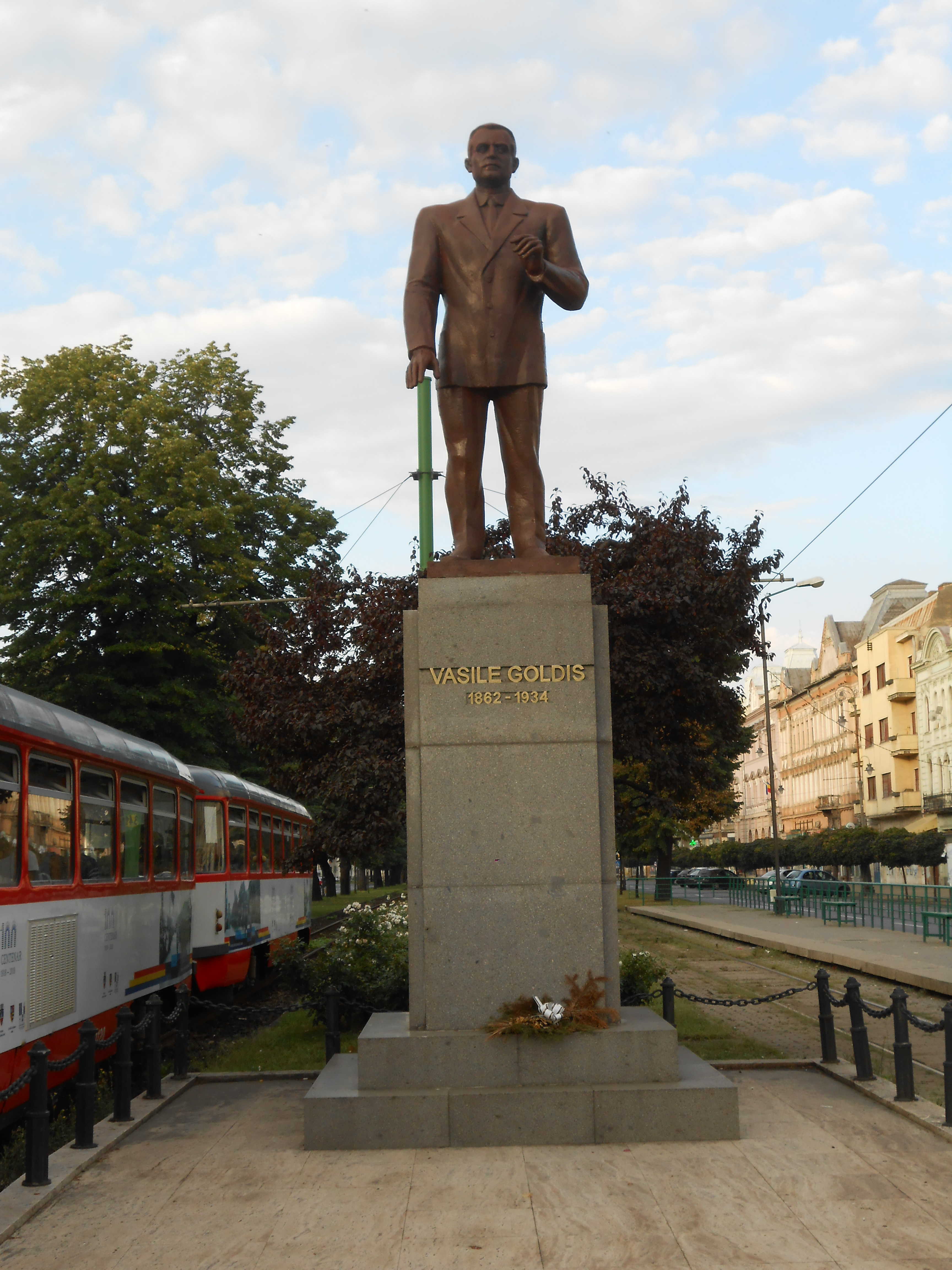
Памятник в Араде

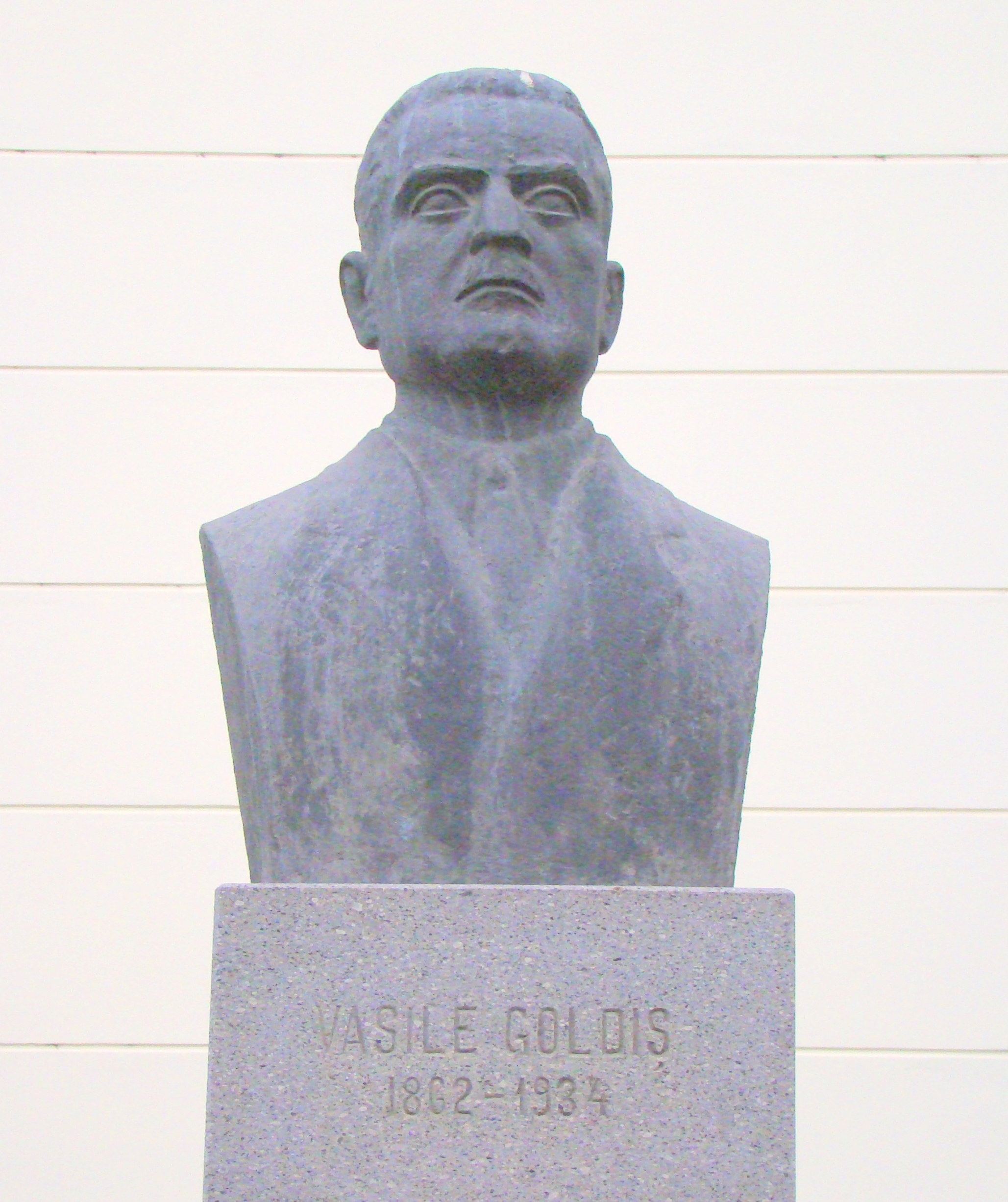
Бюст В. Голдиша в Алба-Юлия

Сын священника. Обучался на факультете литературы и философии Будапештского университета (1881—1882 и 1884—1885) и в Университета Вены (1882—1884) . В студенческие годы в Будапеште участвовал в деятельности молодёжных организаций.
С сентября 1889 до 1901 года учительствовал в Брашове. В этот период издал ряд учебников по латыни, истории и конституции для старшеклассников, программы и алфавит для начальных школ.
Активно выступал за политические права румын в Австро-Венгрии. С 1893 года — член Румынской национальной партии. С 1905 года Василе Гольдиш полностью посвятил себя политической деятельности. В начале 1905 г. на съезде Румынской национальной партии (РНП) потребовал, чтобы пассивное сопротивление правительствам в Будапеште и Вене было прекращено, и предложил новую активную и динамичную тактику в борьбе за политические права румын в Австро-Венгрии.
В 1911 году был назначен редактором газеты «Românul», издававшейся в Араде . Газета стала голосом румынской политической борьбы.
Во время Первой мировой войны он отказался подписать декларацию о верности Венгрии по требованию правительства. Этот поступок, квалифицированный венгерскими властями как «двуличие и отсутствие патриотизма», и стал причиной приостановки выпуска газеты «Românul» в марте 1916 года.
Во время войны В. Гольдиш продолжал бороться с официальной политикой мадьяризации, протестовал против помещения в концентрационные лагеря некоторых этнических румын, подозреваемых венгерским правительством в государственной измене.
В 1926 году был избран председателем Румынской национальной партии.

## Память
- Его именем названы улицы и аллеи в ряде городов Румынии, в том числе в Бухаресте.
- Имя В. Голдиша присвоено Западному университету Арада.
- Его имя сейчас носит родное село политика.
- В Алба-Юлия установлен бюст В. Голдиша, в Араде – памятник.
- Изображение В. Голдиша помещено на почтовых марках и банкнотах Румынии.
- По случаю 100-летия Союза Трансильвании с Румынией в ноябре 2018 года Национальный банк Румынии выпустил в обращение набор монет, в том числе с изображением В. Голдиша.